# Séverine Bosschem
Séverine Bosschem est une scénariste française.

## Biographie
Elle suit des études de lettres modernes à Paris IV.

## Filmographie (sélection)

### Cinéma
- 2016 : La Fille de Brest d'Emmanuelle Bercot

### Télévision
- 2006-2011 : Cœur Océan
- 2011 : Xanadu

## Distinctions

### Nominations
- César 2017 : César de la meilleure adaptation pour La Fille de Brest